# Yuzawa
Yuzawa (jap. 湯沢市 Yuzawa-shi) – miasto w północnej Japonii, na wyspie Honsiu, w prefekturze Akita. Ma powierzchnię 790,91 km². W 2020 r. mieszkało w nim 42 091 osób, w 15 620 gospodarstwach domowych  (w 2010 r. 50 849 osób, w 16 799 gospodarstwach domowych) . 

## Historia
Yuzawa powstała jako miasto zamkowe. W 1905 roku otwarto przechodzącą przez nie kolej Ōu-honsen. W 1963 roku ukończono tu budowę tamy Minase. W 1997 otwarto drogę Yuzawa-Yokote.

## Geografia

Yuzawa w prefekturze Akita

Yuzawa leży w południowo-wschodnim krańcu prefektury, granicząc z prefekturami Miyagi i Yamagata. Zajmuje powierzchnię 790,91 km², co stanowi 6,8% powierzchni prefektury. Przepływają przez nią liczne rzeki, w tym: Omono, Kaize i Yakunai. We wschodniej części wznoszą się góry Ōu, a w zachodniej wzgórza Dewa. W południowej części Yuzawy położone są liczne szczyty, w tym Torage i Takamatsu.
Przez miasto przebiega linia kolejowa Ōu-honsen oraz drogi nr: 13, 108 i 398. Yuzawę łączy z autostradą Akita Jidōsha-dō droga Yuzawa-Yokote.

## Demografia
| 1995   | 2000   | 2005   | 2010   | 2015   | 2020   |
| ------ | ------ | ------ | ------ | ------ | ------ |
| 61 169 | 58 504 | 55 290 | 50 849 | 46 613 | 42 091 |